# نادي ماريتيمو

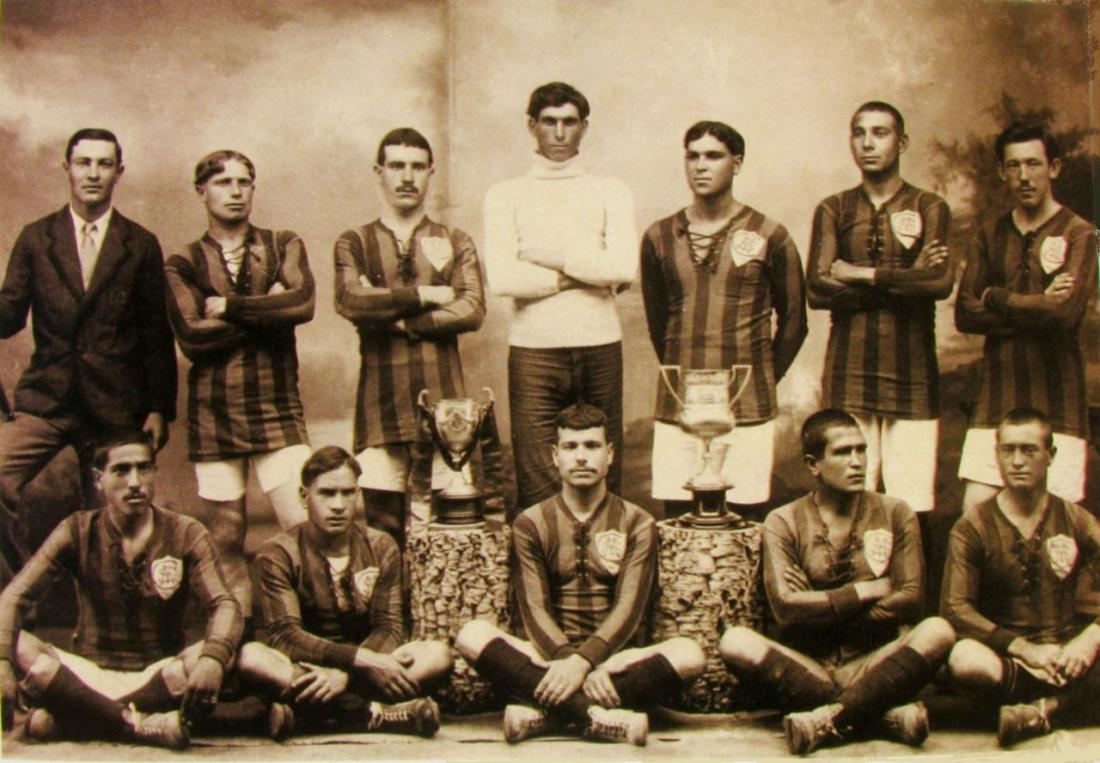
لاعبو ماريتيمو في موسم 1916-1917

نادي ماريتيمو الرياضي (بالبرتغالية: Club Sport Marítimo‏) عادتاً ما يعرف فقط ماريتيمو هو نادي برتغالي تأسس في فونشال، ماديرا عام 1910. يعتبر من بين أهم أندية البرتغال ولديه شهرة واسعة في الدول الناطقة بالبرتغالية كالبرازيل، أنغولا والرأس الأخضر. معروف بناديه لكرة القدم الذي يشارك في الدوري البرتغالي. قام النادي بإصدار عدد من اللاعبين البارزين في السنوات الأخيرة منهم بيبي لاعب ريال مدريد السابق، داني لاعب زينيت سانت بطرسبرغ ونونو فالينتي.
في 2011 وضع تصنيف الاتحاد الدولي لتاريخ وإحصاءات كرة القدم المرموق ماريميتو كخامس أفضل نادي برتغالي في هذا القرن. الملعب الرئيسي للفريق هو ملعب باريروس الذي يسع لاحتضان 8,922 متفرج.

## وصلات خارجية
- CSMarítimo.pt الموقع الرسمي للنادي (بالبرتغالية)